# ミルキークイーン
ミルキークイーンは、イネの栽培品種及び米の銘柄名の一つ。コシヒカリを基に日本で育成された低アミロース品種である。コシヒカリと同等の形態・生態的特性や栽培特性を持ち、東北地方南部が栽培の北限となっている。農林登録番号は水稲農林332号。本品種は農林水産省の「需要拡大のための新形質水田作物の開発」プロジェクト（スーパーライス計画）の一環で育成開発されたものである。

## 食味
玄米はやや白濁している。炊飯すると光沢がよく、アミロース含量は佐藤ら（2001年）によれば9.5～11.1％（同研究によればコシヒカリは22.3～23.5％）であり粘り強い。通常の米よりも軟らかくなりやすいため加水量を10～15％ほど減らすと適度な硬さが得られ、冷えた後も硬くなりにくい。炊飯米の食味は日本晴より総合的に優れており、白飯やおにぎり、炊き込みご飯の他、膨化性や風味が良くチルド米や米菓にも適しているが、粥、寿司には不向きと思われる。
なお、ミルキークイーンの低アミロース性は胚乳の糯性・粳性を決定する遺伝子座「wx」にある遺伝子の変異が原因であることが判明しており、原因遺伝子は「wx-mq」と名付けられた。

## 開発の経緯
胚乳のアミロースを低下させて粘り強く食味の良い米を得るため、1985年に農研機構（旧農業研究センター・稲育種法研究室）で研究が始まった。同年にコシヒカリに受精卵のメチルニトロソウレア（MNU、ニトロソウレア誘導体）突然変異原処理を行い、5個体から650粒の種子が得られた。
翌1986年にM1世代を養成して1987年にはM2世代を圃場で栽培し、各個体から採種した穂について玄米の白濁を調べて選抜した結果、半糯突然変異の2個体を得た。これを受けて1988年から系統栽培を行ない、1990年から生産力検定試験を始めている。また1991年から一方の系統を「鴻271」と名付けて生産力および特性検定試験に供試し、1992年に「関東168号」と命名して各府県に配布して地域適応性を検討した。1995年にはM10世代が育てられ、1998年に「水稲農林332号」として品種登録された。

## 栽培特性
基本的に栽培特性はコシヒカリと同様で南東北以南に適応し、関東地方では出穂期・成熟期とも早生の晩に属する。倒伏しやすいため、多肥栽培を避け適期に刈入れる事が推奨されており、いもち病への耐性も弱い。耐冷性は極めて強く、穂発芽性や脱粒性は難である。収量性はコシヒカリよりやや低い。米粒の形状・サイズなど外観品質はコシヒカリ並だが、玄米は基本的に白濁し不透明となる。
形態的には、稈長は長く穂長・穂数は中程度で、草型は中間型。粒着密度は中密で、先色は黄白となる。

## 関連品種

### 親戚・子孫品種
交配組合せは「母×父」の順。全てミルキークイーンと同様に変異遺伝子「wx-mq」を保有している。

#### 親戚品種
- ミルキープリンセス[7] - 関東163号×鴻272（ミルキークイーンと同じM1個体に由来する低アミロース系統）。稈長が短く縞葉枯病に抵抗性である。2001年公表。

#### 子品種
- ミルキーサマー[8] - 和系243（出穂遺伝子Hd1を持つコシヒカリの早生同質遺伝子系統）×ミルキークイーン。出穂期が育成地では「ミルキークイーン」より13日、「あきたこまち」より3日早い"極早生"熟期。2009年公表。
- ミルキーオータム[9] - 関東HD2号（出穂を晩生化する遺伝子Hd5を持つコシヒカリの晩生同質遺伝子系統）×ミルキークイーン。育成地における出穂期が、「ミルキークイーン」よりそれぞれ8日遅く、「日本晴」並の"やや晩"である。2017年公表。

#### 孫品種
- あさゆき[10] - 相 624（ミルキークイーンの子） × 相 612。青森県産業技術センター農林総合研究所藤坂稲作部で育成。2015年公表。